# Prairie française

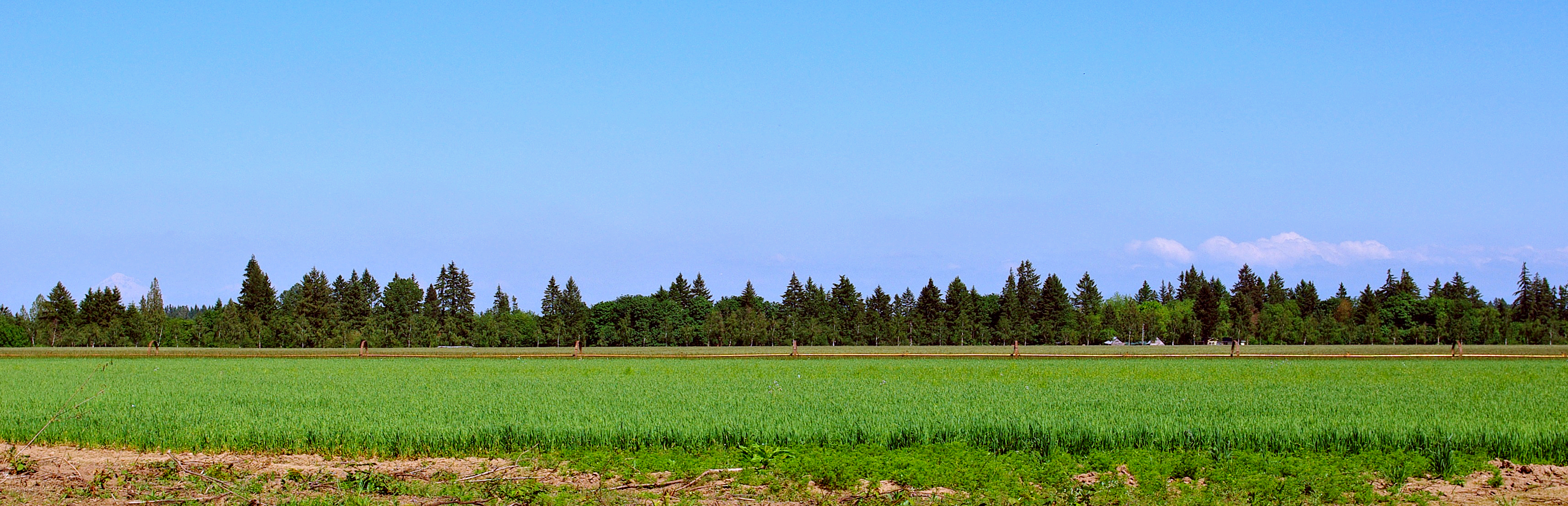
Vue partielle de la Prairie française

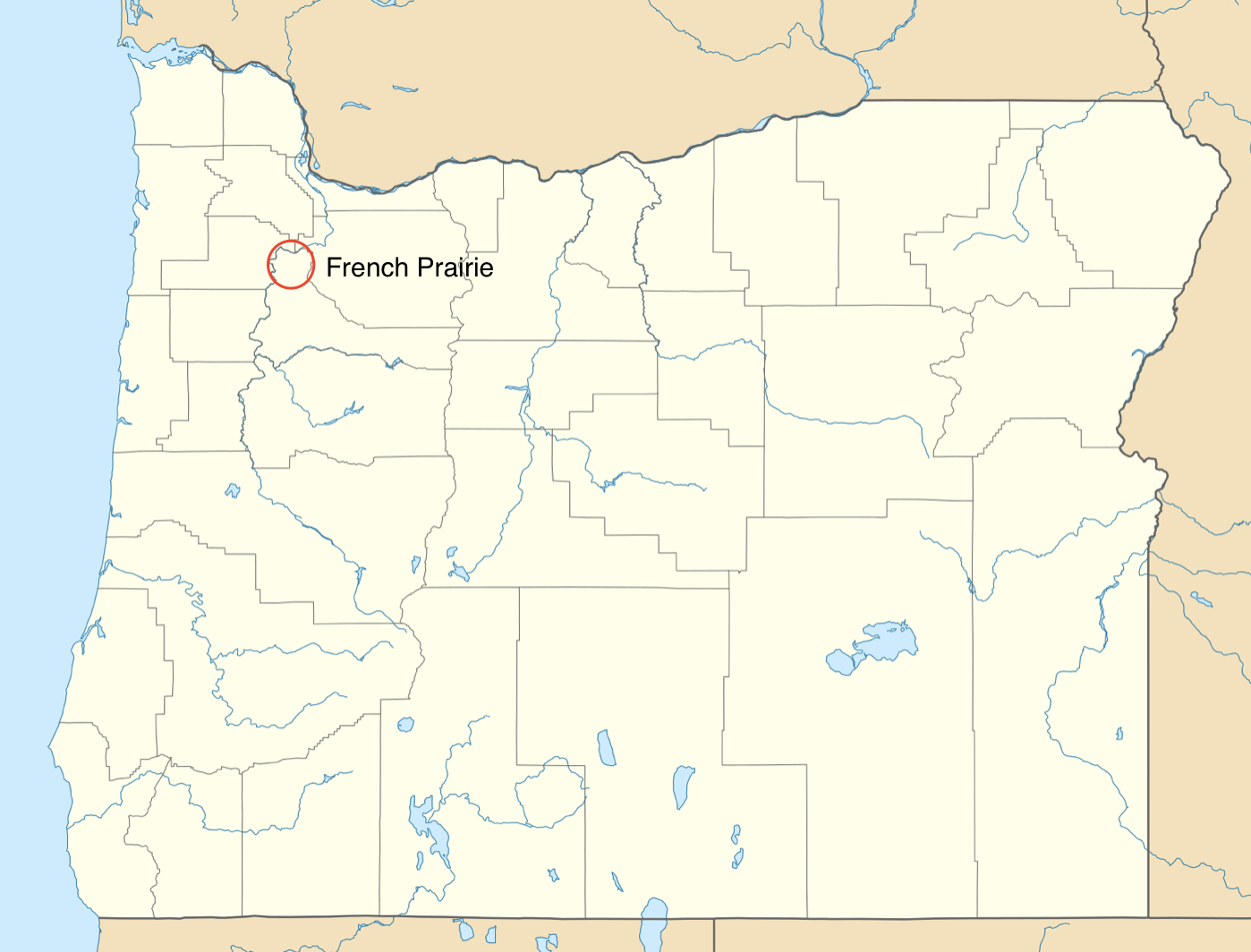
Carte de la prairie française

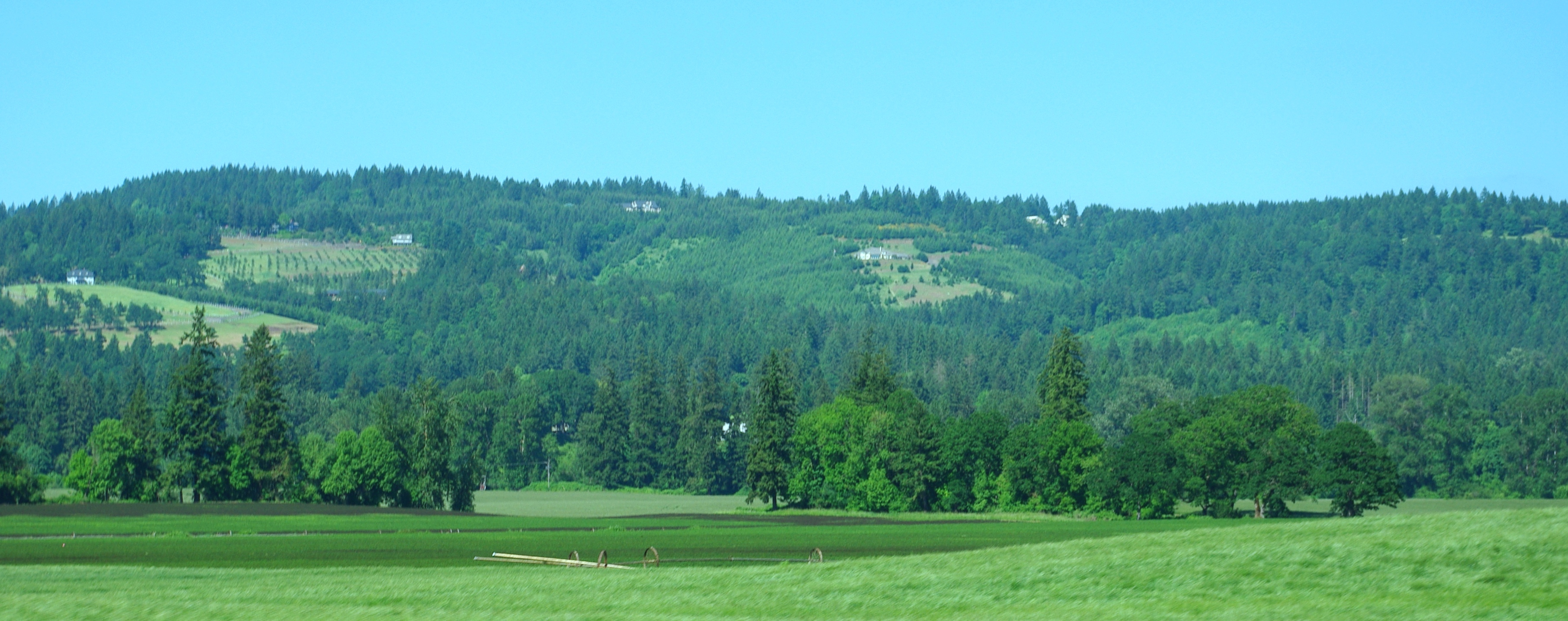
Limite septentrionale de la Prairie française

La Prairie française ou Prairie canadienne-française (en anglais : French Prairie) est une vaste prairie située dans le comté de Marion dans l'État de l'Oregon aux États-Unis.

## Localisation
Cette prairie fertile s'étend dans la vallée de la Willamette, au nord de Salem, la capitale de l'État, entre la Willamette à l'ouest, la Pudding River à l'est et la ville de Newberg au nord.   

## Histoire
Ce lieu fut dénommé « Prairie française » au début du XIXe siècle, en raison des premiers colons arrivés sur place. En effet de nombreux coureurs des bois, trappeurs et aventuriers canadiens-français ou métis francophones, pour la plupart employés de la Compagnie de la Baie d'Hudson, s'installèrent dans cette prairie accueillante en prenant pour compagnes des femmes amérindiennes. Ils construisirent leurs maisons dans le style canadien rappelant leurs origines.
En 1830, les colons majoritairement catholiques, réclamèrent l'arrivée d'un homme d'Église. Un prélat et missionnaire leur fut envoyé en 1838 en la personne de François-Norbert Blanchet de Québec qui devint archevêque de la ville d'Oregon City.
Parmi les colons célèbres, installés dans la Prairie française, figure Michel Laframboise, originaire de Varennes, Bas-Canada, célèbre trappeur et fondateur du Camp français, qui partait chasser avec ses compagnons pendant des semaines à travers les immenses étendues sauvages pour capturer les peaux des castors, loutres, renards et ours. Il fut surnommé le « Capitaine de la piste de la  Californie ».